# Gerald Cleaver (musicien)
Pour les articles homonymes, voir Gerald Cleaver et Cleaver.
Gerald Cleaver, né le 4 mai 1963, est un batteur de jazz afro-américain originaire de Détroit, dans le Michigan.

## Biographie
Il a étudié le jazz à l'Université du Michigan en 1995. Il se produit régulièrement en duo avec la chanteuse mexicaine Jean Carla dans les clubs de jazz de New York, notamment au 55bar, l'Iridium et à la Jazz Gallery. En 2008, il fut le batteur du groupe du pianiste Yaron Herman. Il réside actuellement a Brooklyn, New York.

### Liste des collaborations
- J.D. Allen
- Lotte Anker
- David Binney
- Andrew Bishop
- Gary Blumer
- Derek Bronston
- Rob Brown
- Greg Burk
- Samuel Blaser
- Sylvie Courvoisier
- Jean Carla
- Liberty Ellman
- Mark Feldman
- Yaya Fornier
- Charles Gayle
- Giovanni Guidi
- Yaron Herman
- Raphaël Imbert
- Kathy Kosins
- Daniel Levin
- Chris Lightcap
- Tony Malaby
- Mat Maneri
- Rene Marie
- Bill McHenry
- Roscoe Mitchell
- Carl Michel
- Jemeel Moondoc
- Thomas Morgan
- Joe Morris
- Nicolas Masson
- Eivind Opsvik
- William Parker
- Mario Pavone
- Jeremy Pelt Quintet
- Eric Revis
- Jason Rigby
- Rick Roe
- Ellen Rowe
- Stephen Rush
- Samo Salamon
- Dave Sayers
- Matthew Shipp
- Audrey Silver
- Wadada Leo Smith
- Craig Taborn
- Janet Tenaj
- David Torn
- Gebhard Ullmann
- Paul Vornhagen
- Miroslav Vitouš
- Donald Walden
- Ben Waltzer
- Pamela Wise

## Discographie
- 2004 : "Harmony and Abyss" avec Matthew Shipp et William Parker
- 2007 : "Universal syncopations 2" avec Miroslav Vitouš, Bob Mintzer et Bob Malach
- 2008 : "Detroit"
- 2011 : "We Don't Live Here Anymore" avec Giovanni Guidi (compositeur, p) Thomas Morgan (cb), Gianluca Petrella (tb), Michael Blake (ten sax)